# Briakinumab
Briakinumab (ABT-874) est un anticorps monoclonal développé par les Laboratoires Abbott pour le traitement de la polyarthrite rhumatoïde, la maladie de Crohn, la rectocolite hémorragique et la sclérose en plaques. En 2011, le développement de ce médicament a été abandonné aux États-Unis et en Europe.

## Découverte
Ce candidat médicament a été découvert par Cambridge Antibody Technology , en collaboration avec Abbott,.